# 恩佐·隆巴多
恩佐·隆巴多（法語：Enzo Lombardo，1997年4月16日—)，法國职业足球员，司职前鋒，目前效力于马来西亚超级足球联赛的柔佛DT。